# Poruba pod Vihorlatom
Poruba pod Vihorlatom és un poble i municipi d'Eslovàquia. Es troba a la regió de Košice, a l'est del país.

## Història
La primera referència escrita de la vila data del 1418.

## Demografia
| Godina             | 1994 | 2004   | 2014   | 2024   |
| ------------------ | ---- | ------ | ------ | ------ |
| Nombre de persones | 626  | 605    | 633    | 594    |
| Diferència         |      | −3,35% | +4,62% | −6,16% |

| Godina             | 2023 | 2024   |
| ------------------ | ---- | ------ |
| Nombre de persones | 589  | 594    |
| Diferència         |      | +0,84% |